# Aeroporto Internazionale di Zacatecas
L'aeroporto Internazionale di Zacatecas (in spagnolo Aeropuerto Internacional de Zacatecas), ufficialmente Aeroporto Internazionale Generale Leobardo C. Ruiz (spagnolo Aeropuerto Internacional General Leobardo C. Ruiz), è un aeroporto che serve la città di Zacatecas, capitale dell'omonimo stato messicano.